# Joseph Dupré (1742-1823)
Pour les articles homonymes, voir Dupré.
Joseph Dupré, né le 25 novembre 1742 à Carcassonne et mort le 12 novembre 1823 dans la même ville, est un marchand, fabricant de draps, et un  homme politique français.

## Biographie
Élu député du tiers état aux États généraux de 1789 pour la Sénéchaussée de Carcassonne, il combattit le monopole de Marseille sur le commerce du Levant et s'éleva contre les privilèges de la Compagnie des Indes tout en approuvant la traite de l'esclavage,.
Il fut également maire de Carcassonne, président de la Chambre de Commerce et d'industrie de Carcassonne pendant trois mandats (1803 à 1806, 1809-1810 et 1818-1823) et conseiller général sous l'Empire,. Son petit-fils, Joseph Léo Dupré, fut procureur du roi à Carcassonne et député de l'Aude de 1849 à 1851.

Il résidé dans un hôtel particulier, acquit par son père, Pierre, en 1764, situé dans la ville basse de Carcassonne, siège aujourd'hui de la Maison des Mémoires.

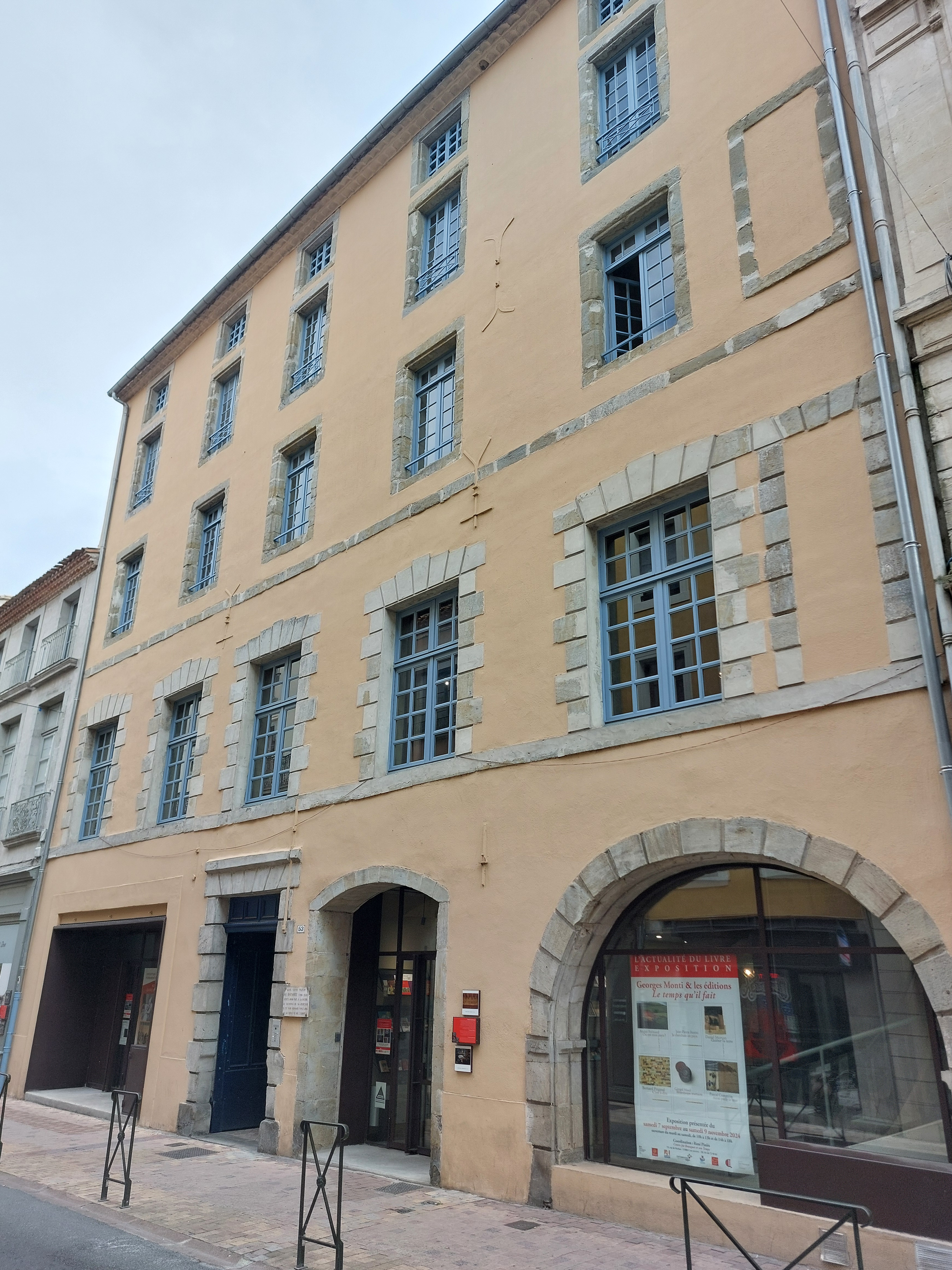
Façade principale de l'ancien hôtel particulier de Joseph Dupré.
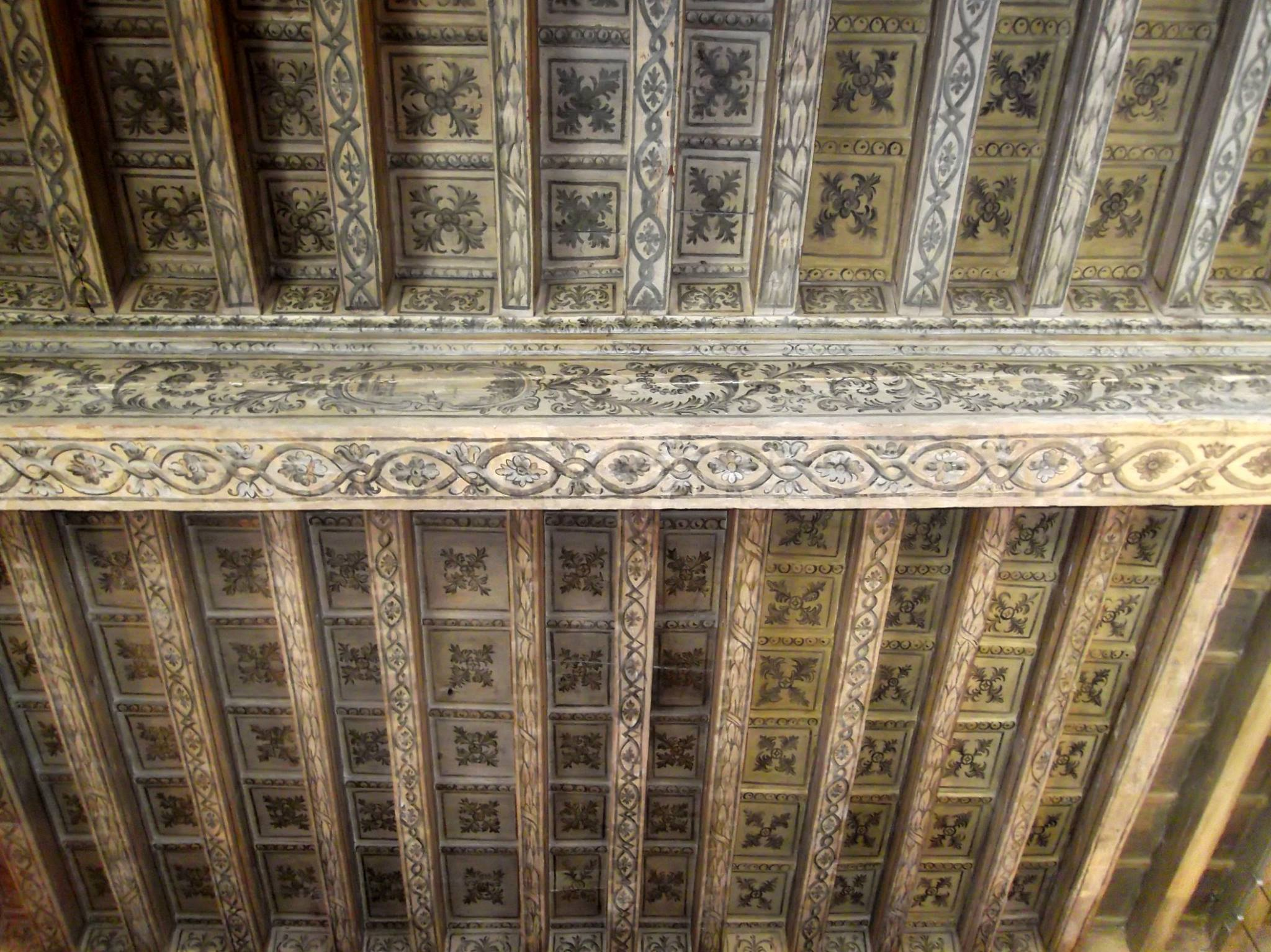
L'un des plafonds peints du XVIIIe siècle visible au 1er étage.

## Œuvres
- Joseph Dupré, Mémoire pour les manufactures de draps du Languedoc, 1789.
- Joseph Dupré, Moyens d'exciter l'industrie nationale et de détruire la mendicité, Devaux, 1789.
- Joseph Dupré, Mémoire sur le commerce, 1790.
- Joseph Dupré, Mémoire sur la traite des noirs,1790.

## Sources
- « Joseph Dupré (1742-1823) », dans Adolphe Robert et Gaston Cougny, Dictionnaire des parlementaires français, Edgar Bourloton, 1889-1891 [détail de l’édition]
- Martial Andrieu,« Carcassonne, les maires de la Révolution française à aujourd'hui », p. 10 à 12. Éditions Musique et Patrimoine, Limoges 2021  (ISBN 978-2-9543282-5-6)
- Georges Fournier, Claude Marquié, « Dupré, Les audois, dictionnaire biographique ». Édité par l'Association des amis des archives de l'Aude, la Fédération audoise des œuvres laïques et la Société d'études scientifiques de l'Aude, p.140 à 141, Rouffiac 1990  (ISBN 2-906442-07-0)

### Autres sources
1. ↑  Claude Marquié, « Carcassonne. 1789 : Révolution et maintien de l’ordre », sur ladepeche.fr, 16 février 2020 (consulté le 25 juin 2024).
2. ↑  « Dupré, Joseph (1742-1823) », sur persee.fr (consulté le 25 juin 2024).
3. ↑  Claude Marquié, « Les dimanches dans l'histoire : les maires de Carcassonne de la période révolutionnaire (1789-1799) » , sur ladepeche.fr, 19 mars 2023 (consulté le 25 juin 2024).
4. ↑  Claude Marquié, « Carcassonne. 1789 : J. Dupré veut résoudre les difficultés économiques » , sur ladepeche.fr, 11 décembre 2022 (consulté le 24 juin 2024).
5. ↑  Claude Marquié, Carcassonne: hôtels et maisons du Moyen Age à la Révolution, Ville de Carcassonne - Amicale Laïque de Carcassonne, 1998, 47 p., p. 32 à 33